# Laguna de Carrizalillo

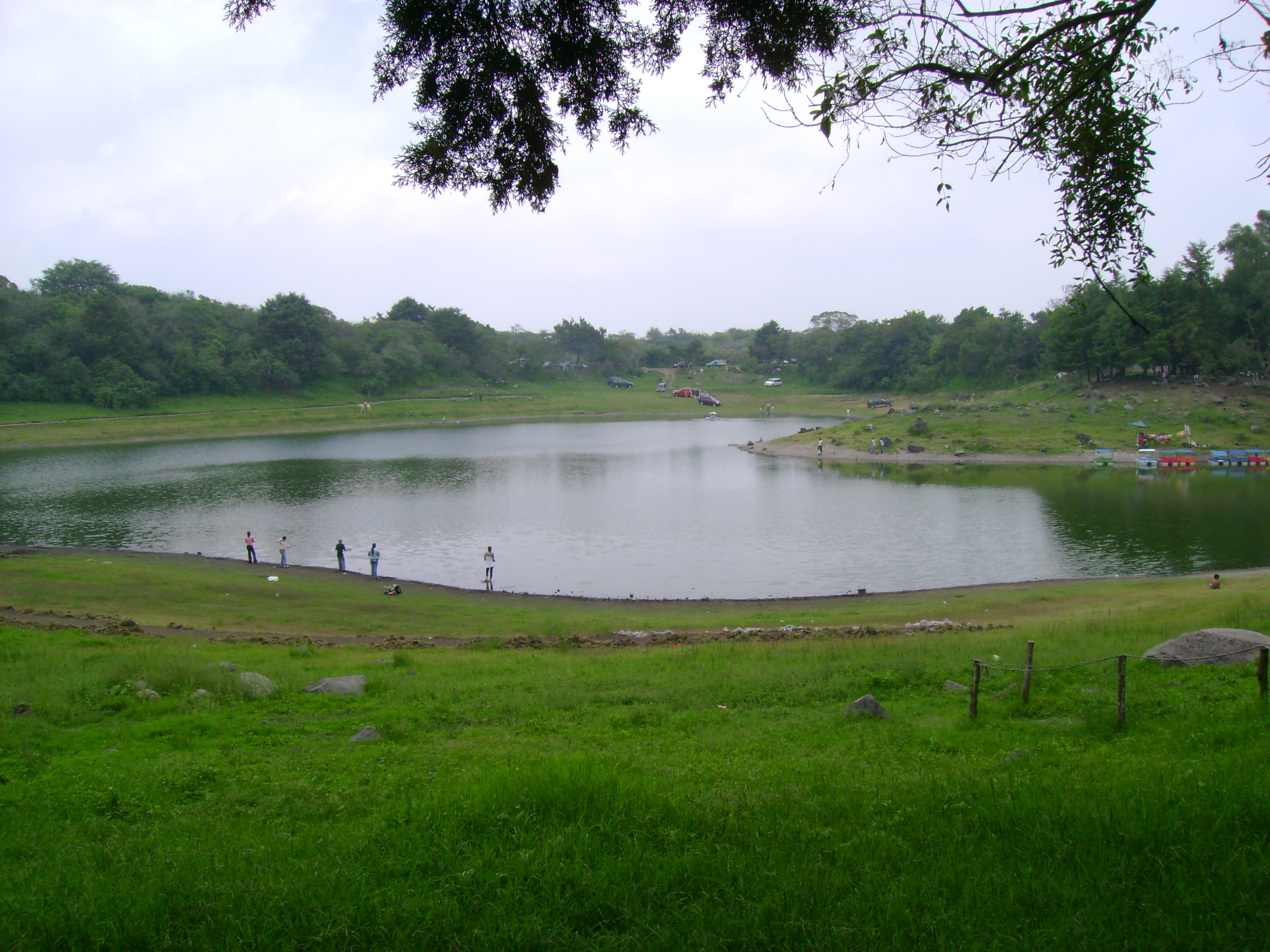
Laguna de Carrizalillo.

La Laguna Carrizalillo es un cuerpo de agua localizado a las faldas del volcán de Colima, en el municipio de Comala, Colima, México. En la ribera de esta laguna se encuentra un centro turístico que ofrece renta de lanchas, kayaks y caballos. Además es propicio para la pesca de la lobina negra e ideal para quienes gustan del campismo en las alturas. El lugar está a cargo del municipio de Comala, por lo que cuenta con vigilancia las 24 horas y se encuentra a 25 minutos aproximadamente del mismo.

## Galería

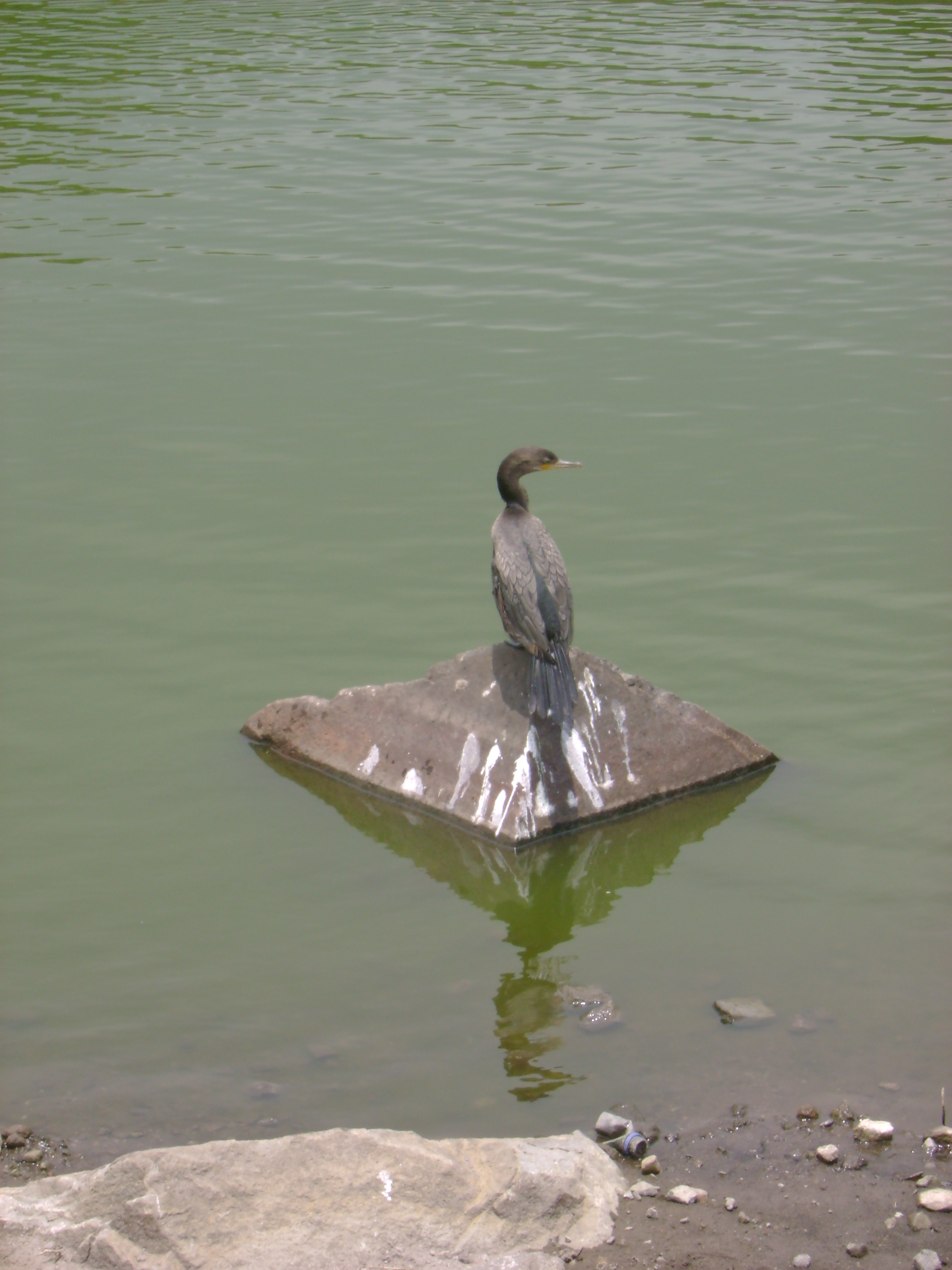
Un ave posando en la laguna
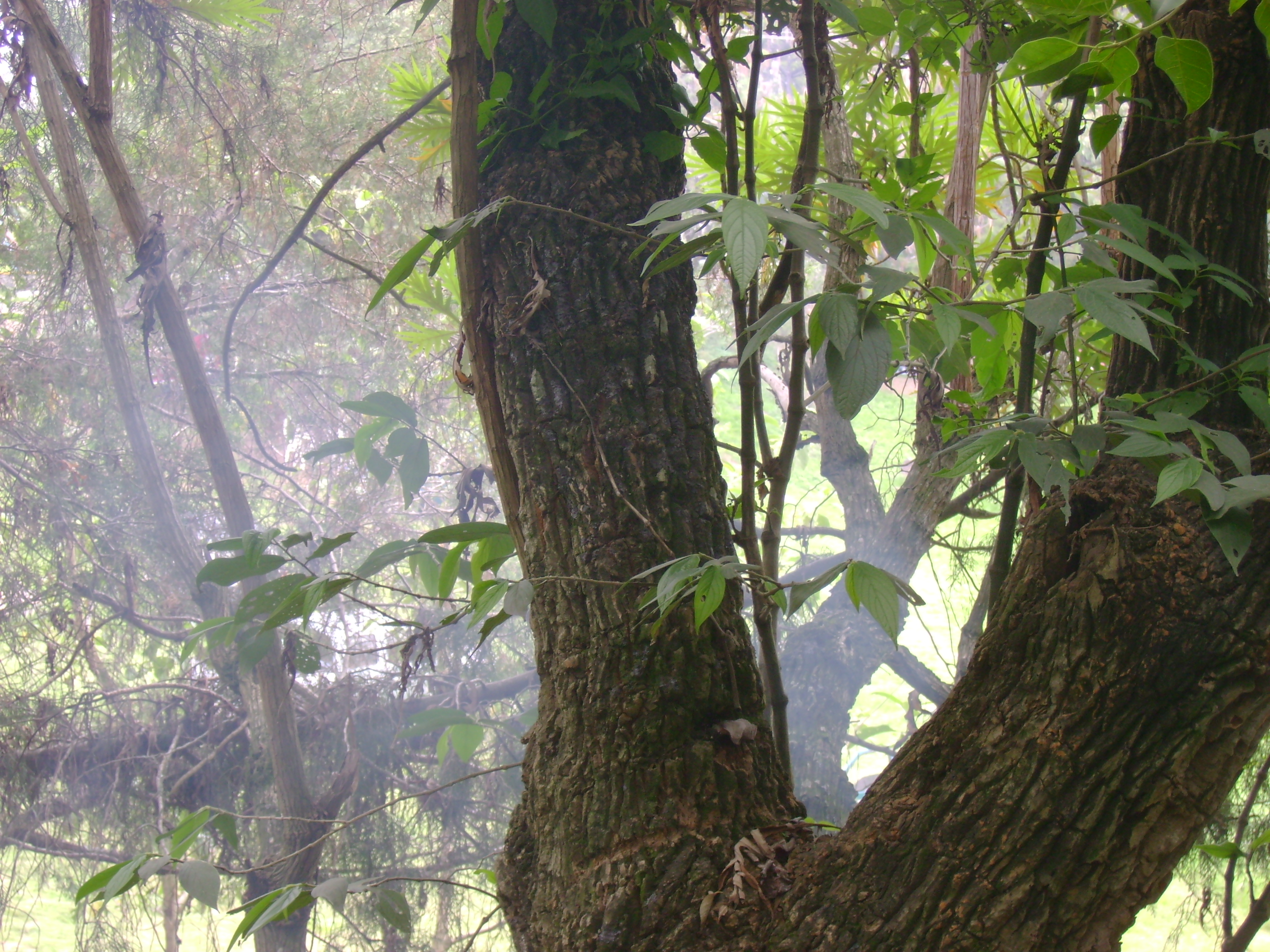
Vegetación
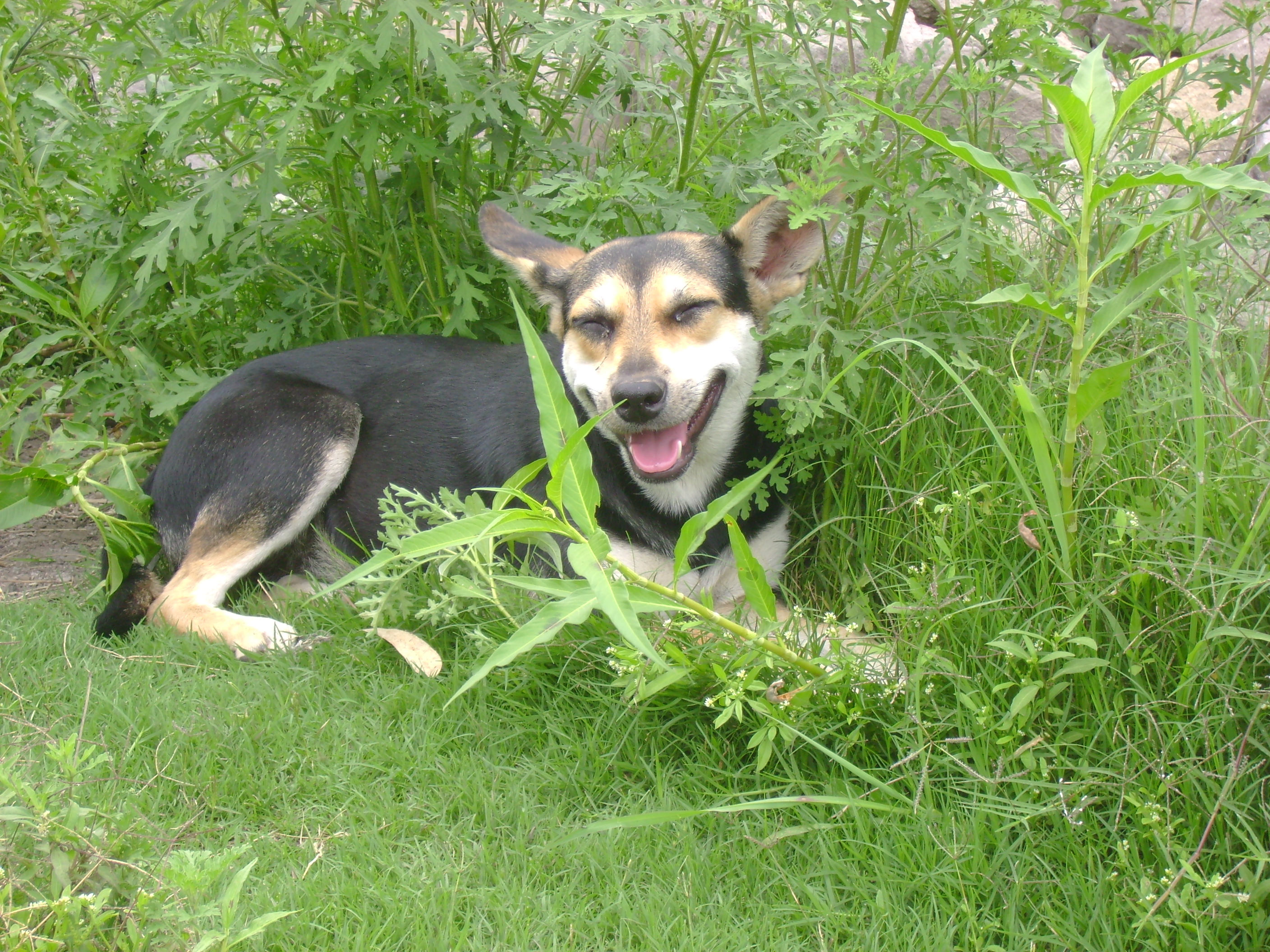
Perro acostado
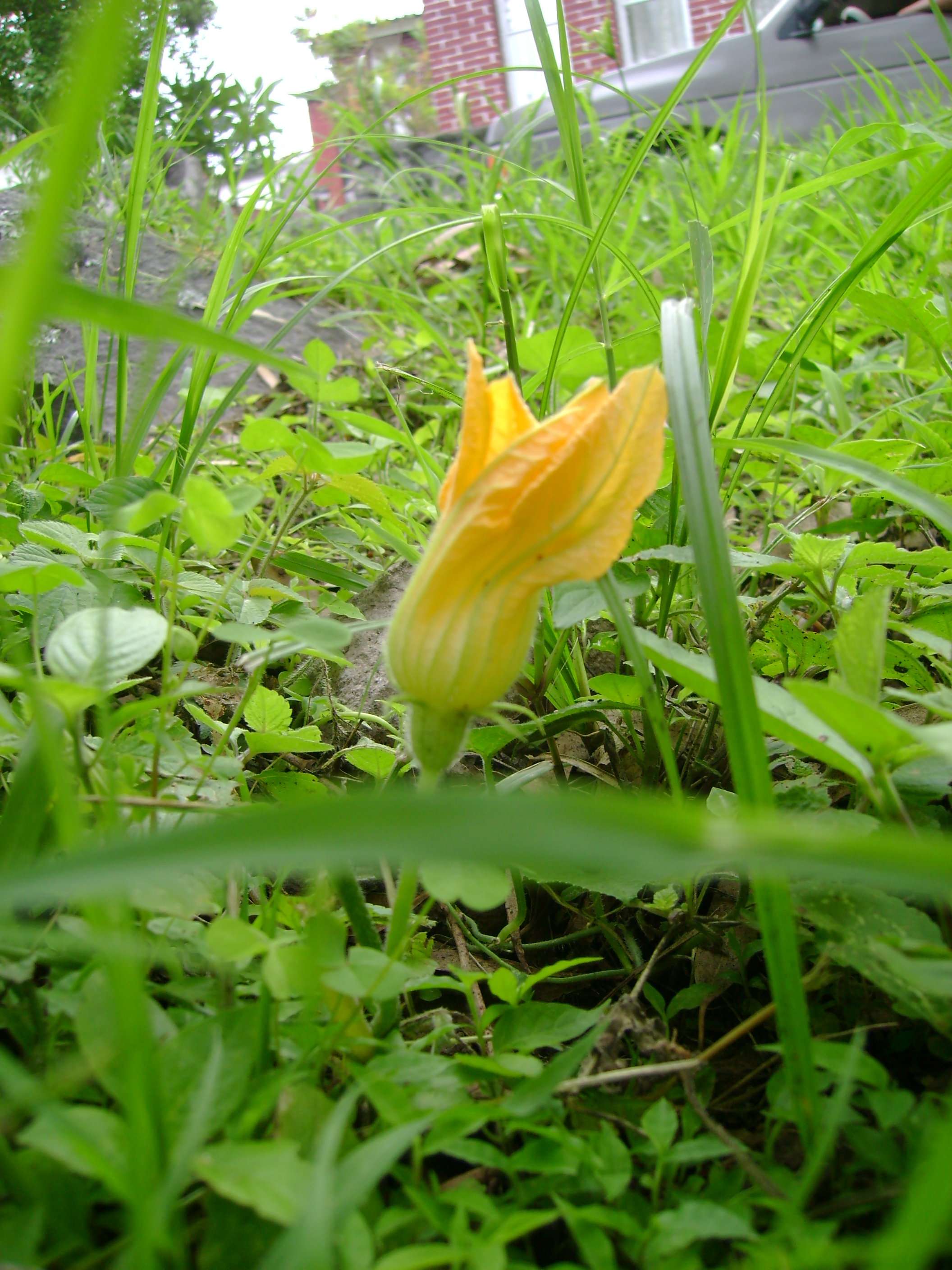
Vegetación 2
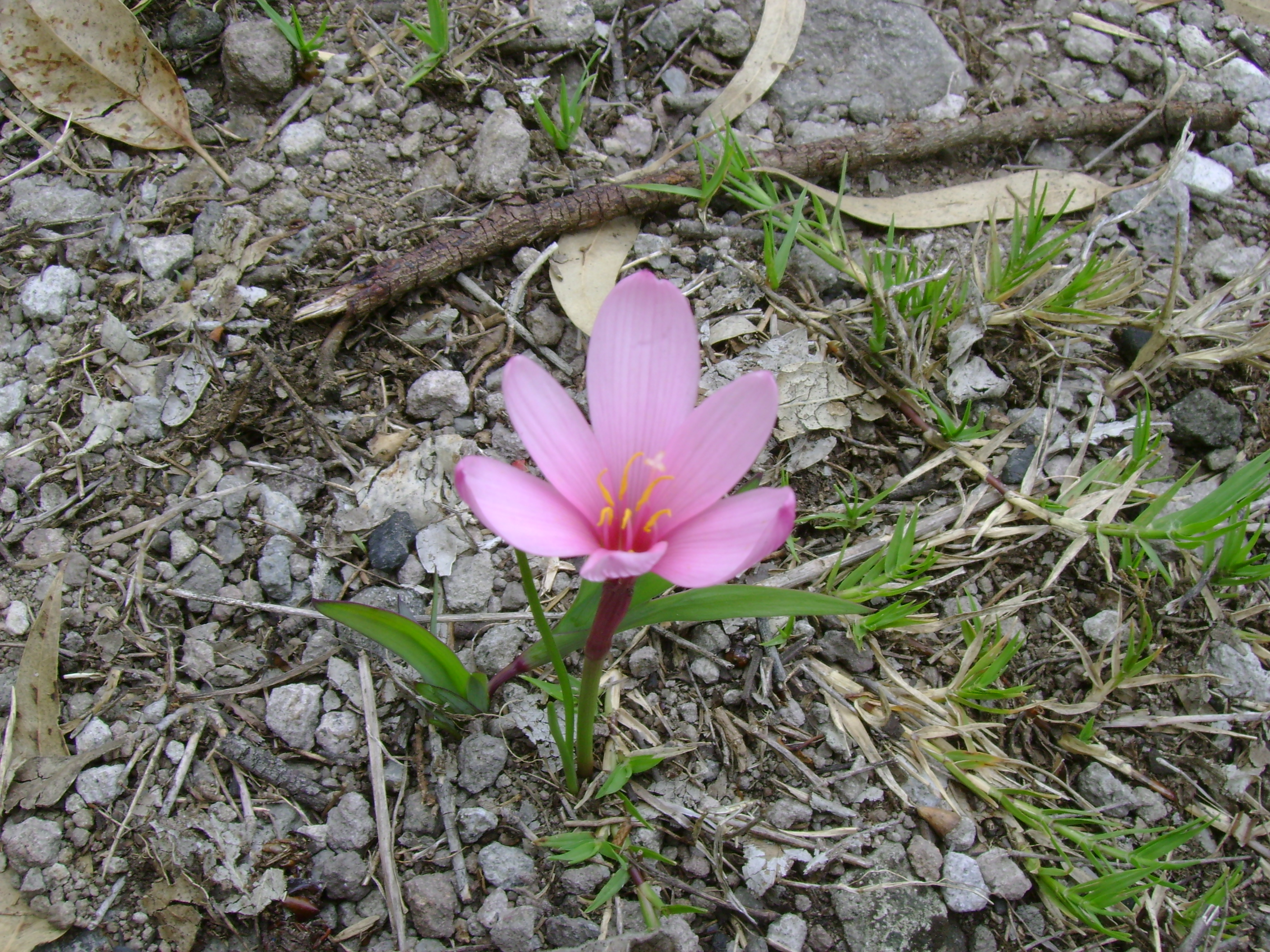
Flor Rosa
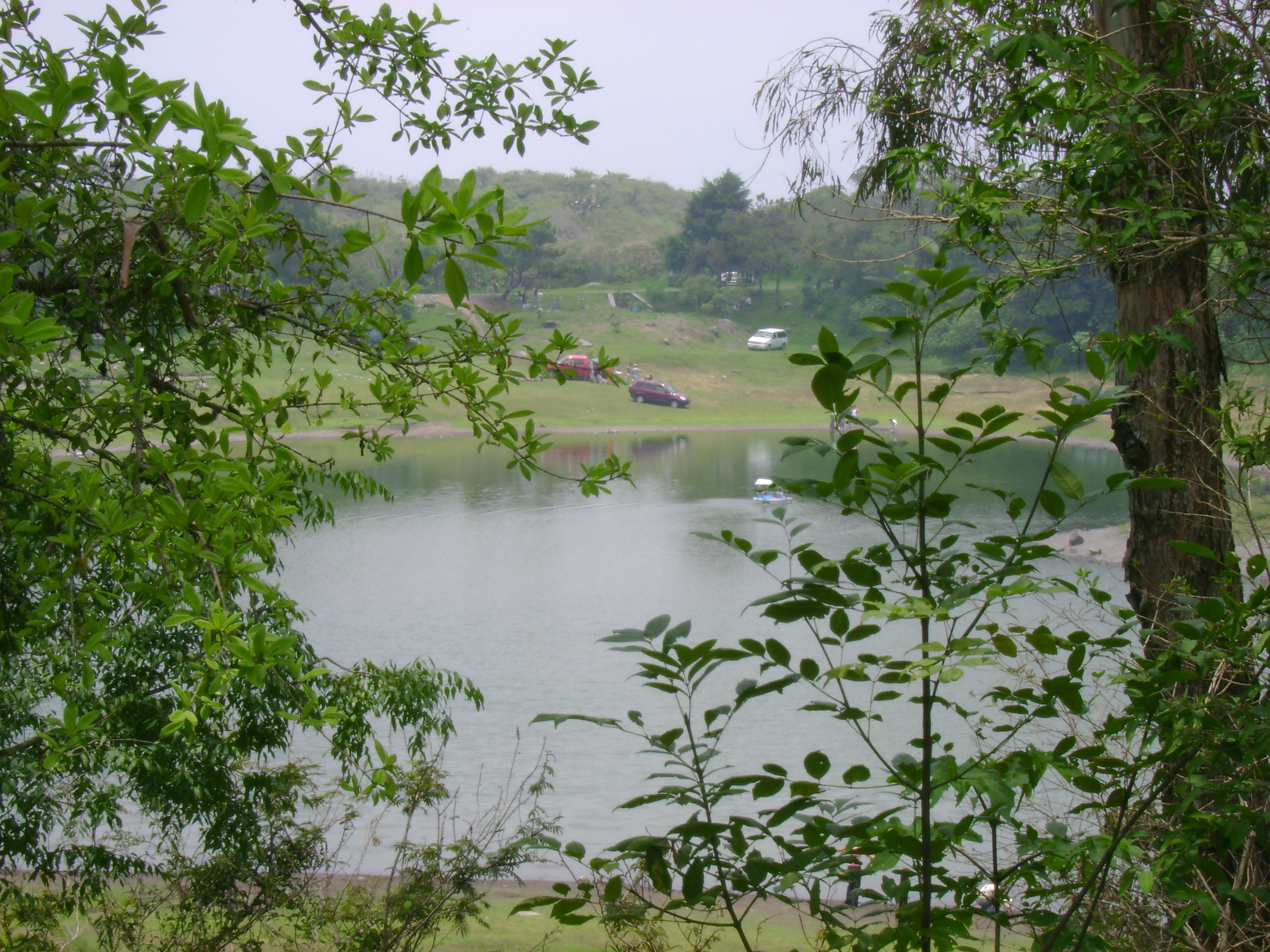
Vista de la laguna
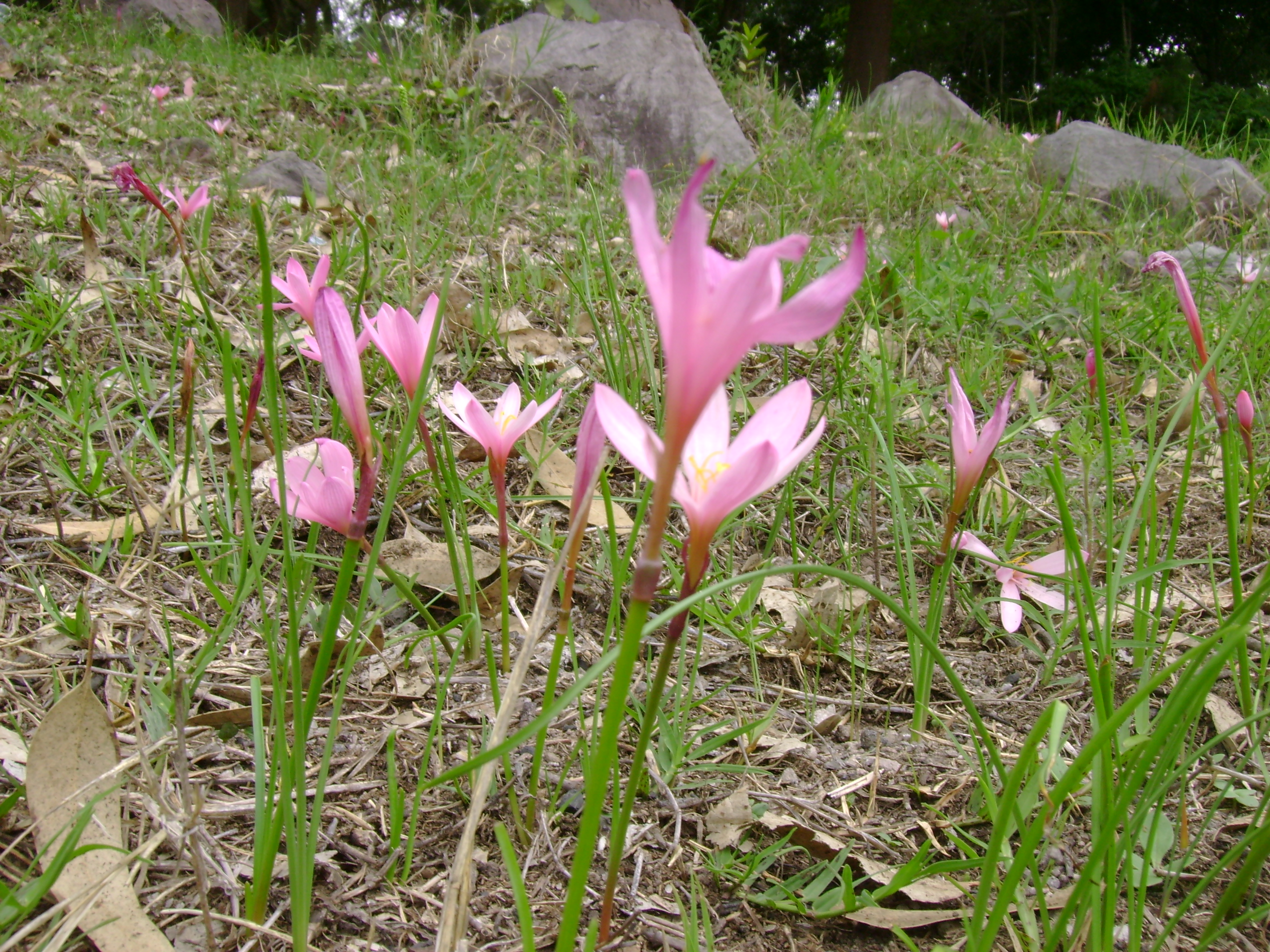
Otra vista de flores del lugar
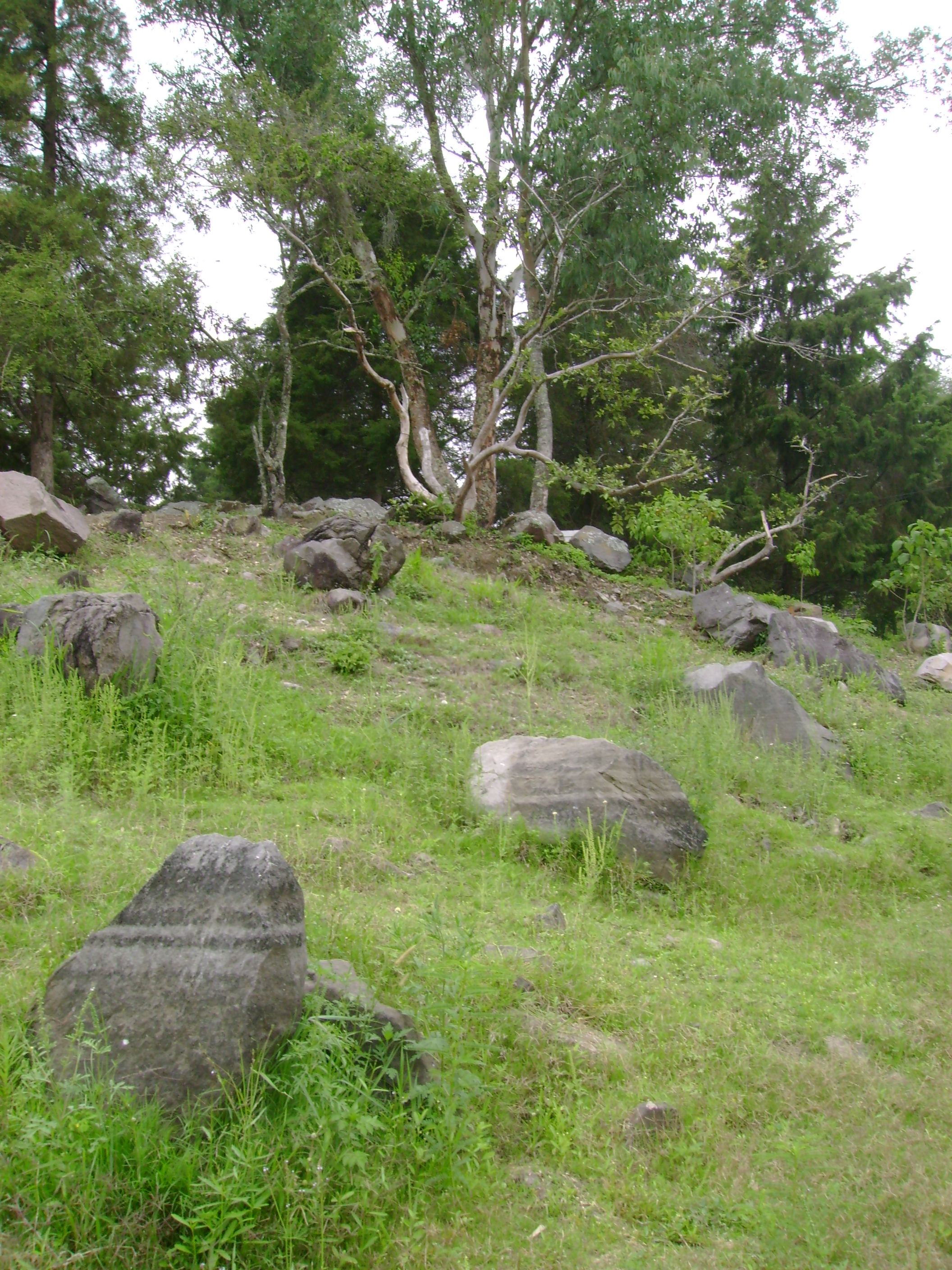
Una loma del lugar

- Datos: Q5969187
- Multimedia: Laguna de Carrizalillo / Q5969187